# Baden (Maryland)
Baden es un lugar designado por el censo ubicado en el condado de Prince George en el estado estadounidense de Maryland. En el Censo de 2010 tenía una población de 2.128 habitantes y una densidad poblacional de 28,81 personas por km².

## Geografía
Baden se encuentra ubicado en las coordenadas 38°40′11″N 76°44′41″O / 38.66972, -76.74472. Según la Oficina del Censo de los Estados Unidos, Baden tiene una superficie total de 73.87 km², de la cual 71.66 km² corresponden a tierra firme y (3%) 2.21 km² es agua.

## Demografía
Según el censo de 2010, había 2.128 personas residiendo en Baden. La densidad de población era de 28,81 hab./km². De los 2.128 habitantes, Baden estaba compuesto por el 58.98% blancos, el 34.3% eran afroamericanos, el 0.99% eran amerindios, el 0.61% eran asiáticos, el 0% eran isleños del Pacífico, el 0.75% eran de otras razas y el 4.37% pertenecían a dos o más razas. Del total de la población el 2.35% eran hispanos o latinos de cualquier raza.